# Estrada circular de Maputo
Estrada Circular de Maputo, eller Maputos ringled, är namnet på ett omfattande byggprojekt med sex vägar som, när de är färdigställda, är avsedda att avsevärt förbättra trafikflödet i och runt Moçambiques huvudstad Maputo. Bygget, till stor del finansierat av Folkrepubliken Kinas regering, började 2012 och slutfördes efter många förseningar.

## Projektbeskrivning

Karta med översikt över projektdelarna.

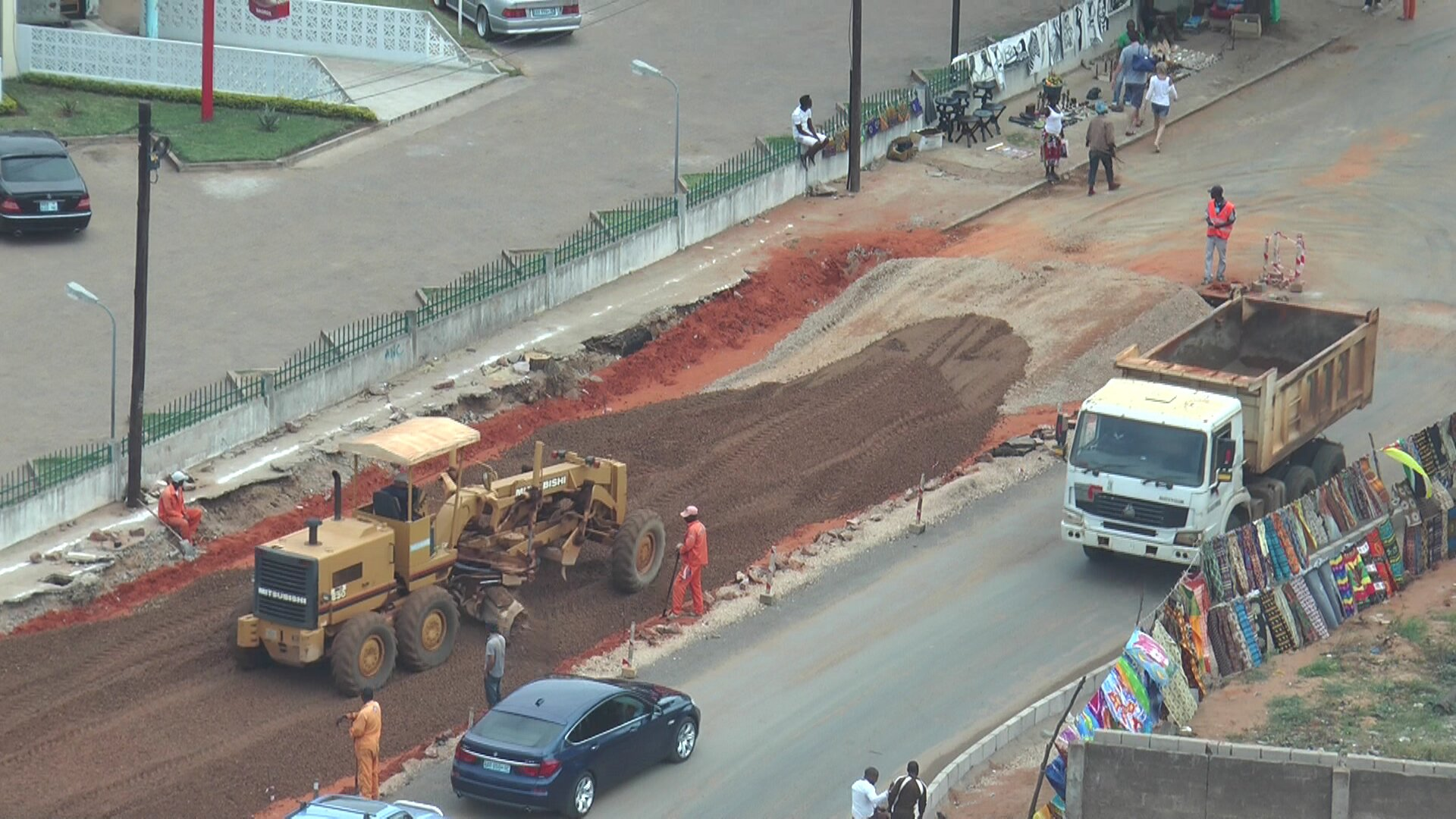
Utbyggnad av Avenida da Marginal, framför Radisson Hotel (projektdel 1).

Under namnet "Estrada Circular de Maputo" driver Moçambiques regering, tillsammans med Folkrepubliken Kinas regering, ett omfattande byggprojekt för att förbättra vägtrafiken i utkanten av Moçambiques huvudstad. Byggnadsarbetet på projektet påbörjades 2012. Projektet förväntas kosta 315 miljoner dollar, med 300 miljoner dollar som lånas ut av den kinesiska regeringen genom den statligt ägda China Exim Bank.
Byggtiden beräknades till 30 månader. Utvecklarna - Administração Nacional de Estradas, staden Maputo, staden Matola och det statliga utvecklingsföretaget Maputo Sul - gav det kinesiska företaget China Road and Bridge Corporation i uppdrag att bygga den. Det kinesiska företaget ansvarar också bland annat för bygget av bron från Maputo till Katembe. Efter färdigställandet kommer staden Maputo och företaget Maputo Sul att ta över förvaltningen och underhållet av vägarna, bland annat planeras ett avgiftssystem som liknar huvudvägen EN4.

### Uppdelning på sektioner
Projektet är uppdelat i sex sektioner, totalt kommer 74 kilometer väg att byggas, varav 22 kilometer är utbyggnad och 52 kilometer är nybyggnation.
Avsnitt 1: Utbyggnad och förlängning av Avenida da Marginal till 6 325 kilometer; från höjden av Radisson Hotel till Costa do Sol-distriktet
- Avsnitt 2: Nybyggnation av en väg över 19 869 kilometer; från Costa do Sol-distriktet till förorten Marracuene
- Avsnitt 3: Nybyggnation av en väg över 10 506 kilometer; från Chiango till Zimpeto
- Avsnitt 4: Utbyggnad och utbyggnad av riksväg EN1 till 15,5 kilometer; från Zimpeto till förorten Marracuene
- Avsnitt 5: Nybyggnation av en väg över 16 299 kilometer; från Zimpeto till Tchumene (med anslutning till EN4)
- Avsnitt 6: Nybyggnation av en parallellväg till EN4 över 5,5 kilometer; från Machava-korsningen till Praça 16 de Junho

Utöver de mestadels fyrfiliga vägarna kommer även sex broar att byggas. Två av dem korsar Linha de Limpopo-järnvägen (vid Albazine och Marracuene) och en korsar Linha de Ressano Garcia (nära Matola järnvägsstation).
Det övervägs att inte bygga den sjätte delen på grund av många andra infrastrukturprojekt i det berörda området.  Efter förseningar på grund av kraftigt regn och många stölder av material förväntades projektet vara klart i april 2015; det var ursprungligen planerat till december 2014. Efter många förseningar, särskilt vid Tchumene-korsningen där ringvägen möter EN4, var byggnadsarbetet planerat att slutföras i slutet av 2016.

## Kritik
Redan från början kritiserades arbetsförhållandena för de moçambikiska byggnadsarbetarna, vars antal varierar mellan 1 000 och 2 000, beroende på projektets status. Många byggnadsarbetare klagar över rasism från det kinesiska ledarskapet, brist på utrustning, obetalda löner och brist på betalning för många övertidstimmar.
Dessutom krävs många vidarebosättningar för byggandet av vägarna; nya hem måste skaffas till 1 200 familjer i de fem distrikten Intaka, Muhalaze, Mwamatibjana, Nkobe och Matola-Gare i staden Matola, som måste korsas. Många invånare klagade över bristande information, dåliga omlokaliseringar och få eller inga kompensationsbetalningar,  För vilket, enligt rapporter i media, 40 miljoner US-dollar är öronmärkta i budgeten. Paulo Fumane, moçambikisk byggledare för projektet, klagade på opportunism bland invånarna och att det "plötsligt dyker upp nya hyddor" som inte fanns där tidigare.
Silva Magaia, chef för FN:s habitatprogram i Moçambique, kritiserar planerna för ringleden, särskilt vägutformningen vid kusten. Eftersom Moçambique är särskilt påverkat av klimatförändringarna är vägen i riskzonen på grund av stigande havsnivåer. Även en "liten tsunami" kan orsaka betydande skada på infrastrukturen.

## Kampanj mot vägtullar
2021 placerades 4 betalstationer ut vid Estrada circular de Maputo. Detta gjorde att en kampanj mot vägtullar startade. Det fanns oenighet om underhållet av vägnätet skulle finansieras via vägtullar eller via skatten.